# Collins (Misuri)
Collins es una villa ubicada en el condado de St. Clair en el estado estadounidense de Misuri. En el Censo de 2010 tenía una población de 159 habitantes y una densidad poblacional de 241,69 personas por km².

## Geografía
Collins se encuentra ubicada en las coordenadas 37°53′21″N 93°37′19″O / 37.88917, -93.62194. Según la Oficina del Censo de los Estados Unidos, Collins tiene una superficie total de 0.66 km², de la cual 0.66 km² corresponden a tierra firme y (0%) 0 km² es agua.

## Demografía
Según el censo de 2010, había 159 personas residiendo en Collins. La densidad de población era de 241,69 hab./km². De los 159 habitantes, Collins estaba compuesto por el 99.37% blancos, el 0% eran afroamericanos, el 0% eran amerindios, el 0% eran asiáticos, el 0% eran isleños del Pacífico, el 0% eran de otras razas y el 0.63% pertenecían a dos o más razas. Del total de la población el 2.52% eran hispanos o latinos de cualquier raza.